# Taeniolethrinops cyrtonotus
Taeniolethrinops cyrtonotus là một loài cá thuộc họ Cichlidae. Nó được tìm thấy ở Malawi, Mozambique, và Tanzania. Môi trường sống tự nhiên của chúng là hồ nước ngọt.